# جوي فرانز
جوي فرانز (بالإنجليزية: Joy Franz)‏ هي مغنية وممثلة أمريكية، ولدت في 13 يونيو 1941 في موديستو في الولايات المتحدة.

## وصلات خارجية
- جوي فرانز على موقع IMDb (الإنجليزية)
- جوي فرانز على موقع قاعدة بيانات برودواي على الإنترنت (الإنجليزية)
- جوي فرانز على موقع قاعدة بيانات الفيلم (الإنجليزية)